# Tophypotheek
Een tophypotheek is een hypothecaire lening voor een bedrag van meer dan 75% (soms wordt ook 60% of 90% gebruikt) van de executiewaarde. Bij meer dan 100% wordt er vaak gesproken van een supertophypotheek. In de praktijk worden tophypotheken verstrekt tot 125% van de executiewaarde. De bedoeling hiervan is dat de aankoopsom van het huis plus de transactiekosten uit de lening kunnen worden betaald. 
Een hypotheeklening boven een bepaald percentage van de executiewaarde kan extra riskant zijn voor de bank als de huizenkoper onvoldoende buffers heeft om tegenslag op te vangen. Geldverstrekkers rekenen daarom een hoog rentetarief t.o.v. leningen van minder dan 75% van de executiewaarde. De geldgever loopt immers een risico om bij gedwongen veiling niet het gehele geleende bedrag plus de gemaakte kosten terug te krijgen. De toeslagen variëren van 0,2%-punt tot 1.0%-punt.
Het grote voordeel van een tophypotheek is dat starters niet de aankoopkosten en 10% van de aanschafprijs aan opgebouwd vermogen nodig hebben. Daarnaast levert een hogere hypotheek meer fiscale hypotheekrenteaftrek op. Ook wordt bij oudere hypotheken het rentepercentage (bij benadering) gebruikt als rentepercentage op een kapitaalverzekering eigen woning, waardoor het spaardeel van de hypotheek meer oplevert.

## Een rekenvoorbeeld
```
A)Tophypotheek volgens de banken
€ 200.000  koopsom
€  17.000  kosten koper
---------
€ 217.000  bedrag van de lening (124% van de executiewaarde)
€ 175.000  executiewaarde (= ongeveer 87% van de koopsom)
---------
€  42.000  top 
 
B)Tophypotheek volgens ministerie van Financiën
€ 200.000  vrije verkoopwaarde
€ 217.000  bedrag van de lening
---------
€  17.000  top (dit bedrag dient binnen 7 jaren te worden afgelost, normen 2011)
```

## Risico
Een tophypotheek kan problemen geven bij tegenslag op privégebied (werkloosheid, echtscheiding) of op macro-economisch gebied (recessie, huizenmarkt). De huiseigenaar heeft te weinig buffers om eventuele klappen op te vangen en kan mogelijk met een restschuld blijven zitten bij verkoop van het huis. Ook kan een daling van de huizenprijzen ervoor zorgen dat een basishypotheek toch een tophypotheek wordt, in veel gevallen kan de geldverstrekker in dat geval een hertaxatie eisen en alsnog de risico-opslag toerekenen.

## Kritiek van AFM
Door de Autoriteit Financiële Markten (AFM) werd er kritiek geuit op het verstrekken van tophypotheken, omdat dit riskant zou zijn voor banken en huizenkopers. AFM-voorzitter Hoogervorst kondigde in april 2009 aan voornemens te zijn het verstrekken van (super)tophypotheken te verbieden. Staatssecretaris De Jager van Financiën kondigde in november 2010 aan dat in 2011 de top, meer dan 100% van de vrije verkoopwaarde, in een tophypotheek in 7 jaren verplicht dient te worden afgelost.